# Kukorica, kukorica
A Kukorica, kukorica kezdetű, régi stílusú magyar népdalt Vikár Béla gyűjtötte Öcsényben 1902-ben.
Feldolgozás:
| Szerző            | Mire                 | Mű                          |
| ----------------- | -------------------- | --------------------------- |
| Vásárhelyi Zoltán | két egynemű szólam   | Erdő-mező, 5. kotta         |
| Farkas Ferenc     | kétszólamú vegyeskar | Baranyai lakodalmas, 6. dal |

## Kotta és dallam
| Kukorica, kukorica, pattogatott kukorica. A menyasszony pattogatja, a vőlegény ropogtatja. | Megfogtuk már a galambot, verjük neki a dorombot. Igen is kedvünkre való, méltó érte a foglaló. | 1) |